# رومان دي لوف
رومان دي لوف مواليد 6 مارس 1941 في بلجيكا، كان دراج بلجيكي سابق في صنف سباق الدراجات على المضمار. سبق أن شارك في دورة الألعاب الأولمبية الصيفية وفاز بميدالية أولمبية. حقق أيضا ميدالية في دورة ألعاب الكومنولث.

## سجل النتائج

### سباقات أو مراحل فاز بها
- طواف إيطاليا

## الميداليات
| الميدالية | المسابقة                               |
| --------- | -------------------------------------- |
| ذهبية     | بطولة العالم للدراجات على المضمار 2002 |
| ذهبية     | بطولة العالم للدراجات على المضمار 2003 |
| ذهبية     | بطولة العالم للدراجات على المضمار 2004 |
| ذهبية     | بطولة العالم للدراجات على المضمار 2006 |
| ذهبية     | دورة ألعاب الكومنولث 2002              |
| فضية      | دورة ألعاب الكومنولث 2006              |

## روابط خارجية
- رومان دي لوف على موقع أرشيف الدراجات (الإنجليزية)
- رومان دي لوف على موقع أوليمبيديا (الإنجليزية)